# Thuwaïni ibn Sultan
Thuwaïni ibn Saïd ibn Sultan al-Busaïd, né en 1821 à Mascate et mort le 11 février 1866 assassiné à Sohar par son fils Salim ibn Thuwaïni.

## Biographie
Il est sultan d'Oman du 19 octobre 1856 à sa mort. Thuwaini est né à Oman et n'a jamais visité Zanzibar. Lorsque son père était absent à Zanzibar, Thuwaini est son représentant à Oman.
Thuwaini est marié à sa cousine Ralie (Sayyida Ghaliya bint Salim Al-Busaidiyah), fille du frère aîné de son père, Salim Ibn Sultan. Ils ont plusieurs enfants.
Après la mort de Saïd bin Sultan à Zanzibar en 1856, Thuwaini devient sultan de Mascate et d'Oman, tandis que son frère, le sixième fils, Majid, prend le pouvoir sur Zanzibar. Grâce à la médiation britannique, il est convenu que Majid devrait rendre un hommage annuel à Oman. Cependant, Majid rend cet hommage quelques années seulement, et quand il s'arrête, Thuwaini n'est pas en mesure de faire exécuter le paiement de Zanzibar, beaucoup plus riche. Cela laisse Muscat et Oman dans une situation financière difficile. Thuwaini est contraint de percevoir des droits sur divers articles, créant un mécontentement. En 1866, il aurait été tué par son propre fils, Sayyid Salim bin Thuwaini.
L'érudit et voyageur arabiste William Gifford Palgrave raconte comment, lorsqu'ils furent naufragés en mars 1863 sur l'île de Sowadah juste au large d'Oman, ils furent très bien accueillis et traités par Thuwaini.